# 釈星雲
釈星雲（しゃく せいうん、1927年8月19日 - 2023年2月5日）は、中華民国（台湾）の禅宗臨済宗の僧。号は今覚、法名は悟徹。江蘇省揚州市江都区出身で俗姓は李国深。星雲大師と称される。中国国民党党務顧問、中央常務委員、国際佛光会世界総会会長、世界仏教徒友誼会名誉会長。

## 略歴
1927年8月19日、江蘇省揚州市江都区に生まれる。父は李成保、母は劉玉英。
1934年、私塾に入学。1938年12歳の時、江蘇省南京市栖霞寺にて出家得度、志開上人に師事、禅宗臨済宗第四十八代伝人。1941年、栖霞寺で具足戒を受ける。1944年、常州天寧寺禅宗を学ぶ。1945年、焦山仏学院に入学。
1947年、宜興市白塔山大覚寺が住職となっていた、白塔国民小学校長に就任。1948年、南京市華蔵寺監院に就任し、智勇法師『怒涛月刊』創設。1949年の春季に蔣介石軍とともに台湾に渡り、桃園県中壢圓光寺に住したのち、台湾仏学院学僧。同年、中国国民党に加入。1952年、中国仏教会常務理事に当選。1953年、雷音寺に移る。1954年、虎尾、龍岩念仏会を建立した。1956年、慈愛幼稚園を創立した。1957年、高雄仏教堂を建立し、監院に就任。
1959年、宜蘭県仏教支会理事長に就任。1961年、宜蘭県仏教支会理事長に連任。1964年、寿山寺を建立した。寿山仏学院を創立した。仏教智光商工職業学校を創設した。1967年に佛光山寺を開山。佛光山東方仏教学院を建立した。1971年、中日仏教关系促進会会長当選。1977年、普門中学を建立した。1978年、国際仏教促進会を建立し、首任に就任。1980年、中国文化大学印度研究所所長に就任。1981年、東海大学哲学系教授に就任。
1984年、アメリカロサンゼルス、ダライ・ラマと4度会談。米国仏教青年総会理事長。中華漢蔵文化協会理事長。世界仏教青年会栄誉会長。1988年、中国国民党第十三届中央評議委員に選出される。1990年7月、アメリカ・カリフォルニア州に西来大学を建立。1991年、中華仏光協会を建立した。1992年、世界佛教徒友誼会永久栄誉会長。
1996年、南華管理学院を建立した。
1997年、バチカンの教皇とキリシタン法皇二世とともに、世紀の宗教対話を行う。
1998年、国際仏光会中華総会総会長の職を退く。2000年より後、宜興市大覚寺には住まなかったが再興に尽力し、揚州市大明寺鑑真図書館と南京大学仏光楼を建立した。2010年3月22日、南京大学に3000万元を寄付、中華文化研究院ビルの建造と関連の科学研究に用いる。
2023年2月5日午後、弟子達に見守られながら中死去した。96歳没。2月13日、葬儀が行われ、蔡英文総統、陳其邁高雄市長ら台湾各界の要人や信徒約5万人が参列した。蔡英文総統は、国に多大な貢献をした国民を政府が称えることを示す公文書「褒揚令」を授与し、陳其邁高雄市長から「高雄市栄誉市民証書」、朱立倫中国国民党主席から「実践一等奨章」が授与された。
葬儀には、当初中国から政府高官らによる弔問団を派遣する計画であったが、近年の中台関係を理由に台湾政府が入境許可を出さず訪台ができなかった。そのため、弔問団は故郷の江蘇省大覚寺で行なわれた弔問式に参列した。

## 受賞歴
- 1978年、米国東方大学栄誉博士学位。
- 1980年、台北市話劇学会劇運貢献賞。
- 1982年、華夏参奨章。
- 1986年、中国国民党党務顧問二等卿雲勲章。高雄市市鑰、高雄市栄誉市民。
- 1991年、社会建設金鐘奨。香港総督衛奕信爵士夫人は星雲に「公益金特别籌募奨」を贈り。
- 1995年、印度仏宝賞。
- 1997年、中華民国内政及外交双料壹等奨章。華夏壹等奨章。
- 1998年、米国西来大学栄誉博士学位。
- 2000年12月、タイ王国総理乃川は星雲に「仏教最佳貢献賞」を贈り。
- 2003年、チュラーロンコーン大学とチリ聖トマス大学栄誉博士学位。
- 2004年、韓国東国大学とタイ王国マカグード大学栄誉博士学位。
- 2005年、総統文化奨—菩提奨。
- 2006年、グリフィス大学栄誉博士学位。
- 2006年、香港鳳凰衛視から「安定身心賞」、世界華文作家協会から「終身成就賞」、米国大統領ジョージ・ブッシュから「傑出成就賞」を贈られる。

2008年6月13日、国立中山大学名誉文学博士学位。
2010年1月13日、中華文化人物終身栄誉賞。12月16日輔仁大学名誉法学博士学位。3月11日、香港大学名誉社会科学博士。月22日南京大学中華文化研究院名誉院長、客座教授。
2013年10月21日、中国人民大学名誉教授。2014年5月3日、同済大学名誉教授。2015年1月16日、上海交通大学名誉教授。

## 著書
- (中国語) 人生就是放下：星雲大師人生開示. 甘粛人民美術出版社. (2014-01-01). ISBN 9787552701753
- (中国語) 寛󠄁心 舎得. 江蘇文芸出版社. (2010-02-05). ISBN 9787539932675
- (中国語) 福報. 線装書局. (2012-03-01). ISBN 9787512005099
- (中国語) 百年仏縁. 三聯書店. (2013-10-01). ISBN 9787108047205
- (中国語) 人生難得是初心. 甘粛人民美術出版社. (2016-01-01). ISBN 9787552703832
- (中国語) 人生在於心安. 江西人民出版社. (2016-01-30). ISBN 9787210071785
- (中国語) 心量越大、好事越多. 上海文化出版社. (2014-06-01). ISBN 9787553502182
- (中国語) 迷悟之間. 中華書局. (2014-11-01). ISBN 9787101074451
- (中国語) 不要緊. 現代出版社. (2015-05-01). ISBN 9787514331172
- (中国語) 人生是苦、苦就是福. 上海文化出版社. (2014-06-01). ISBN 9787553502199
- (中国語) 覚悟. 線装書局. (2012-05-01). ISBN 9787512005334
- (中国語) 星雲大師：金剛經講話. 新世界出版社. (2008-09-01). ISBN 9787802288959
- (中国語) 圓滿. 甘粛人民美術出版社. (2014-05-01). ISBN 9787552701906
- (中国語) 自在. 甘粛人民美術出版社. (2014-05-01). ISBN 9787552702910
- (中国語) 星雲大師：六祖壇經講話. 新世界出版社. (2008-09-01). ISBN 9787802288966
- (中国語) 貧僧有話要説. 中信出版社. (2015-10-16). ISBN 9787508655840
- (中国語) 厚道. 江蘇文芸出版社. (2011-04-01). ISBN 9787539934631
- (中国語) 仏光祈願文. 東方出版社. (2013-03-01). ISBN 9787506059404
- (中国語) 越不怕死、活得越好. 上海文化出版社. (2014-06-01). ISBN 9787553502243
- (中国語) 待人好. 現代出版社. (2015-05-01). ISBN 9787514331189
- (中国語) 平常心. 福建人民出版社. (2014-04-01). ISBN 9787211068647
- (中国語) 豁達：做人之道. 中華書局. (2014-01-01). ISBN 9787101102338
- (中国語) 應変：生存之道. 中華書局. (2010-04-01). ISBN 9787101073164
- (中国語) 放下：快乐之道. 中華書局. (2014-11-01). ISBN 9787101102314
- (中国語) 感恩：生活之道. 中華書局. (2014-11-01). ISBN 9787101102352
- (中国語) 善行：人生規劃. 中華書局. (2014-11-01). ISBN 9787101102413
- (中国語) 結縁：幸福箴言. 中華書局. (2014-11-01). ISBN 9787101102376
- (中国語) 勇氣：成功之道. 中華書局. (2014-11-01). ISBN 9787101102406
- (中国語) 星雲大師演講集. 三聯書店. (2015-04-01). ISBN 9787108052421
- (中国語) 到處是路. 中華書局. (2015-04-01). ISBN 9787101105032
- (中国語) 禅即生活. 中華書局. (2015-04-01). ISBN 9787101105049
- (中国語) 即心即仏. 中華書局. (2015-04-01). ISBN 9787101105063
- (中国語) 以忍為力. 上海人民出版社. (2012-01-01). ISBN 9787208093126
- (中国語) 活の快楽. 中華書局. (2015-04-01). ISBN 9787101105056
- (中国語) 随心自在. 中華書局. (2015-04-01). ISBN 9787101105148
- (中国語) 真心不変. 中華書局. (2015-04-01). ISBN 9787101105087
- (中国語) 養深積厚. 中華書局. (2015-04-01). ISBN 9787101105018
- (中国語) 点亮心灯. 中華書局. (2015-04-01). ISBN 9787101105025
- (中国語) 百味具足. 中華書局. (2015-04-01). ISBN 9787101105155
- (中国語) 一切現成. 中華書局. (2015-04-01). ISBN 9787101105070